# Copenhagen Irish Festival
Copenhagen Irish Festival är en kulturfestival med irländskt tema som arrangeras första helgen i november varje år i Köpenhamn. Tyngdpunkten ligger på irländsk folkmusik, men det brukar även förekomma konstutställningar, föredrag och liknande.
Den första festivalen arrangerades 1978, varpå det firas 30-årsjubileum 2008. Från början var det en mycket småskalig festival men arrangemanget har vuxit under åren. Nuförtiden varar den i tre och en halv dag och de mest framgångsrika artisterna inom genren kommer dit från Irland. På senare år har man exempelvis kunnat se band som Dervish, Danú, Lúnasa, Patrick Street m.fl. och legendariska artister som Paddy Keenan, Frankie Gavin, och Brendan Begley för att nämna några.
Festivalen äger numera rum på St. Kannikestræde 19 i centrala Köpenhamn där den använder två våningar av byggnaden. På övervåningen finns konsertsalen, där det sista dagen även arrangeras en ceili. På våningen nedanför hyses det s.k. festivalcaféet som består av ett antal mindre rum och en bar. Här samlas såväl besökare som artister för att jamma ihop i sk. sessions där alla får vara med. Besökarna får också ofta en chans att prata med artisterna.
Under festivalen arrangeras också workshops i olika musikinstrument och lärarna är vanligtvis artisterna själva. De som deltagit i någon av dessa workshops får under festivalens sista dag tillsammans med artisterna framföra den musik de lärt sig under en workshopkonsert i konsertsalen.
Copenhagen Irish Festival arrangeras av irländare bosatta i Danmark och arbetet kring festivalen sköts av frivilliga.